# Natale a palazzo
Natale a palazzo (Christmas at the Palace) è un film per la televisione del 2018 diretto da Peter Hewitt.

## Distribuzione
Il film è stato distribuito nel 2018.